# Rodrigo de Sousa Coutinho
Rodrigo Domingos de Sousa Coutinho Teixeira de Andrade Barbosa (Chaves, 3 de agosto de 1755 – Rio de Janeiro, 26 de janeiro de 1812), primeiro conde de Linhares do título moderno, foi um diplomata e político português.
Obteve a grã-cruz da Ordens de Avis e da Torre e Espada e era sócio da Academia Real das Ciências de Lisboa.

## Biografia
Filho de D. Francisco Inocêncio de Sousa Coutinho e de D. Ana Luísa Joaquina Teixeira da Silva de Andrade, neto do homónimo vedor da Casa Real e bisneto do 10.º conde do Redondo, D. Fernando de Sousa Coutinho, teve por padrinho de batismo o futuro Marquês de Pombal, «sinal promissor da esperança nele depositada para o exercício de cargos públicos». Diria dele o grande historiador brasileiro Otávio Tarquínio de Sousa, em História dos Fundadores do Império do Brasil, ao escrever sobre José Bonifácio de Andrada e Silva, seu amigo: era «curiosa figura, homem ansioso de renovação e de progresso, mas ao mesmo tempo na disposição nada democrática na forma, de favorecer o povo, de desenvolver o país, de aproveitar os vastos recursos das colônias portuguesas.»
Cursou o Colégio dos Nobres e o curso jurídico da Universidade de Coimbra e iniciou sua carreira diplomática após a morte do rei D. José I, em 1777, como enviado extraordinário e ministro plenipotenciário na corte da Sardenha, em Turim. Ali ficou instalado de setembro de 1779 até meados de 1796. Foram 17 anos decisivos em que forjou e consolidou seu pensamento sobre diferentes matérias essenciais ao desempenho governativo que viria a ser chamado.
Retornou a Lisboa em 1796 para assumir a Secretaria de Estado dos Negócios da Marinha e Domínios Ultramarinos, tendo criado o Corpo de Engenheiros Construtores, a Junta de Fazenda da Marinha e a Sociedade Real Marítima.
«As suas funções governativas ultrapassavam em larga medida o âmbito ministerial e cedo conquistou lugar preponderante no gabinete do Príncipe Regente D. João VI. Não surpreende, por isso, a quantidade e qualidade das duas propostas sobre matérias financeiras - dada a difícil conjuntura que o país atravessava - cujo reconhecimento lhe proporcionou o exercício do cargo de Presidente do Real Erário entre 1801 e 1803.»
Em virtude da oposição de membros do governo favoráveis à aliança política e militar com a França, demitiu-se em 1803, afastando-se da vida pública, retornando ao governo em 1807 como conselheiro de D. João VI, sendo considerado um dos principais articuladores do alinhamento aos ingleses e da transferência da corte para o Brasil, onde foi nomeado para a Secretaria de Estado dos Negócios Estrangeiros e da Guerra.
Estabeleceu no Brasil importantes instituições ligadas à sua pasta, como o Arquivo Real Militar, a Academia Real Militar, e a Real Junta de Fazenda dos Arsenais do Exército, Fábricas e Fundições, o que fez parte de um projeto de reforma que iniciara em Portugal.
Assim como, foi o responsável por estimular a criação do Banco do Brasil e por viabilizar, em 1810, a assinatura do Tratado de Aliança e Comércio com a Inglaterra. Teve importante atuação na incorporação da Guiana Francesa (1809) e da Banda Oriental do Uruguai (1811), que recebeu o nome de Província Cisplatina.
Responsável pelas numerosas e importantes nomeações recebidas por José Bonifácio de Andrada e Silva em Portugal, cumulou nele incumbências, cargos e designações. Protegeu e apoiou o abade Correia da Serra, que agiu muitas vezes como seu agente e emissário em França e Inglaterra, mantendo-se entre ambos uma longa e profunda amizade.
No Brasil, aonde acompanhou a corte e onde morreu, voltou a ser ministro e a «dar provas de sua atividade meio desordenada e de sua fé um tanto utópica no progresso, a chocar-se com a falta de preparo, a rotina, a inveja dos rivais ou as tergiversações do príncipe reinante.» Anglófilo, houve sua marca nos principais atos do Príncipe Regente D. João de 1808 a 1812.
Promotor da criação da siderurgia em grande escala no Brasil, patrocinou os projetos de Manuel Ferreira da Câmara em Morro do Pilar, Minas Gerais e de Varnhagen em Araçoiaba, São Paulo (Real Fábrica de Ferro São João do Ipanema). Por sua orientação foi contratada uma companhia de suecos, comandada por Carl Gustav Hedberg, para implantar Ipanema.

## Casamento

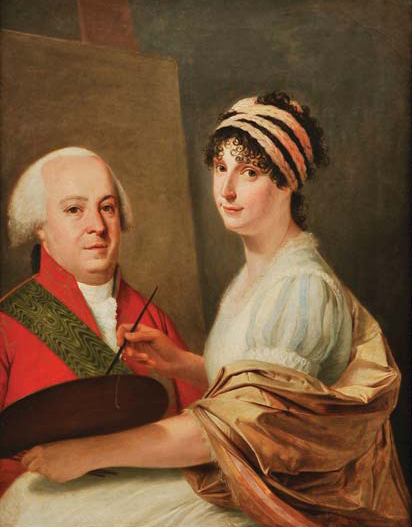
Retrato dos Condes de Linhares, por Domingos Sequeira.

Rodrigo de Sousa Coutinho, casou-se em Turim, no dia 8 de maio de 1789, com D. Gabriella Maria Ignazia Asinari dei Marchesi di San Marzano, da alta aristocracia italiana, filha de Francisco Filipe Valentim Asinari di San Marzano, Marquês de San Marzano, com D. Úrsula Gabriela, Princesa de Cisterna.

## Obra publicada
- «Reflexões políticas sobre os meios de criar e fundar solidamente em Portugal a cultura e manufatura da seda» (1784);
- «Discurso sobre o comércio de Itália» (1795);
- «Memória sobre os melhoramentos dos domínios da América» (1797).[3]

### Comentário sobre sua obra
Diz a obra «Portugal como Problema», volume V, página 264: «A questão colonial está de novo presente (...) na «Memória sobre o melhoramento dos domínios de Sua Majestade na América» onde define com clareza as regras a que deveria obedecer o relacionamento dos diferentes domínios ultramarinos com a metrópole, desincentivando-se o estabelecimento de relações económicas directas entre as partes sem a intervenção e o controlo do núcleo metropolitano. Ou seja, a especialização manufatureira da metrópole e o fornecimento de produtos primários pelas colónias, que igualmente se concebem como mercado privilegiado de consumo, é a dupla orientação através da qual melhor seriam salvaguardados os interesses do império. Trata-se, por conseguinte, da reafirmação dos princípios da política de exclusivo colonial que vinha sendo preconizada há cerca de um século pela literatura económica de feição mercantilista.»
Continua a mesma obra citada, página 264: «Todavia, as suas ideias viriam a sofrer significativa mudança a partir de 1808, tornando-se D. Rodrigo um dos mais acérrimos defensores dos princípios livre-cambistas aplicados às relações económicas internacionais. Tal mudança de atitude foi o resultado de uma opção estratégica crucial numa conjuntura política e diplomática em que a manutenção da soberania política implicava cedências e compromissos no terreno económico. A abertura dos portos do Brasil e a assinatura dos Tratados de amizade e comércio com a Inglaterra em 1810, exarados em nome do princípio da liberdade de comércio, recompensavam a coroa inglesa pelas acções militares libertadoras na metrópole invadida pelas tropas napoleónicas. A justificação dos novos equilíbrios económicos e sociais decorrentes do reforço da aliança inglesa foi publicamente defendida na Carta Régia de 7 de Março de 1810, cuja redacção foi da responsabilidade de D. Rodrigo.»